# Izvoru Aneștilor, Mehedinți
Izvoru Aneștilor este un sat în comuna Livezile din județul Mehedinți, Oltenia, România.
Fostă reședință de comună, în satul Valea Izvorului (fost Valea Lupului) s-a născut medicul și filozoful român Ștefan Odobleja, creatorul "Psihologiei Consonantiste", prima cibernetica din lume. 